# Acetaminosalol
Acetaminosalol je organsko jedinjenje s hemijskom formulom . On je proizvod esterfikacije salicilne kiseline i paracetamola. Ovaj lak je izveo na tržište Bajer pod imenom Salofen. On je bio u prodaji kao analgetik tokom kasnog 19-tog i ranog 20-tog veka.

## Dejstvo i upotreba
U toplom alkalnom rastvoru acetaminosalol se razlaže u salicilnu kiselinu i paracetamol, kao i u gastrointestinalnom traktu. Do razlaganja dolazi i kad se unese putem injekcije. Salofen je korišten kao zamena za salicilnu kiselinu u tretmanima akutnog reumatizma, i kao intestinalni antiseptik. On je ima sličnu efektivnost i bezbedniji je od salola, koji je svojevremeno bio u širokoj upotrebi kao intestinalni antiseptik. Salofen je bezukusan te je podesan za primenu.